# Danilo Di Luca

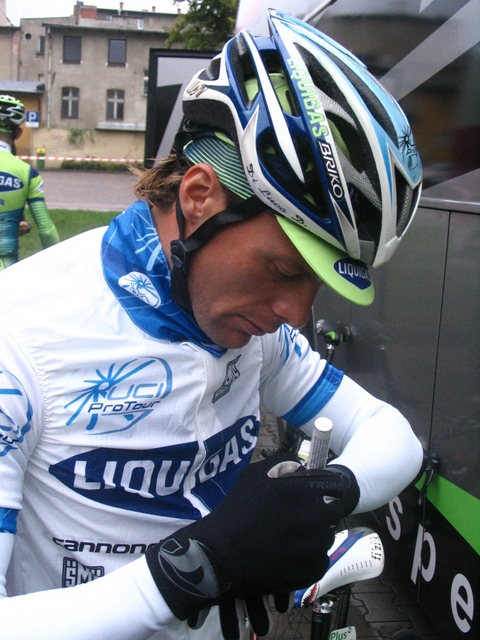
Danilo Di Luca, Tour de Pologne 2007.

Danilo Di Luca, född 2 januari 1976 i Spoltore, Pescara, är en italiensk professionell tävlingscyklist. 
Efter att i augusti 2009 fastnat i en dopningskontroll beslutade sig Di Luca för att avsluta sin karriär. 2011 kom han tillbaka till cykelsporten och säsongen 2012 tävlar han för det italienska stallet Acqua & Sapone.

## Karriär
Danilo Di Luca blev professionell 1998 med det italienska stallet Riso Scotti. Samma år slutade han trea på U23-världsmästerskapens linjelopp efter landsmännen Ivan Basso och Rinaldo Nocentini.
Di Luca tävlade mellan 2005 och 2007 för UCI ProTour-stallet Team Liquigas. Från 2008 tävlade den italienska cyklisten för LPR Brakes. Di Luca är framförallt en framgångsrik endagscyklist med bland annat segrar i loppen Lombardiet runt, Flèche Wallonne, Amstel Gold Race och Liège-Bastogne-Liège, men han klarar sig också bra på de långa etapploppen och han tog två etappsegrar och blev fyra totalt i Giro d'Italia 2005. 2005 var ett framgångsrikt år för Di Luca då han blev den förste vinnaren av nystartade UCI Pro Tour, vilket kan jämföras med att vara etta på världsrankingen.
Di Lucas största seger i karriären var totalsegern i Giro d'Italia 2007. Han vann 1 minut och 55 sekunder före tvåan Andy Schleck från Luxemburg. Di Luca vann också den fjärde etappen under tävlingen. 
Efter Giro d'Italia kom det fram att Danilo Di Luca hade lämnat ett dopningsprov med onormala hormonvärden efter etappen till Monte Zoncolan den 30 maj. I slutet av 2007, med bara en UCI ProTour-tävling kvar, blev Di Luca avstängd från cykelsporten i tre månader för iblandning i dopningshärvan 'Oil for drugs'. Han blev dessutom struken från ProTour-rankingen, som han då ledde. Team Liquigas förlängde inte kontraktet med Di Luca efter avstängningen och från säsongen 2008 tävlade han för LPR Brakes.
Di Luca vann etapp 4 av Settimana Ciclista Lombarda 2008. Samma år slutade han tvåa på etapp 3 av Tirreno-Adriatico. Han slutade också trea på etapp 6 av samma tävling. 
I april 2009 slutade Di Luca trea på etapp 3 av Giro del Trentino bakom Robert Hunter och Stefano Garzelli. Di Luca vann också etapp 4 av tävlingen. LPR Brakes blev inbjudna till Giro d'Italia 2009 och Danilo di Luca blev kapten för laget under tävlingen. I maj vann italienaren etapp 4 av Giro d'Italia framför Stefano Garzelli och Franco Pellizotti. En dag senare slutade han tvåa på etapp 5 av tävlingen och tog samtidigt över den rosa ledartröjan från svensken Thomas Lövkvist. På etapp 8 slutade italienaren trea bakom Kanstantsin Siŭtsoŭ och Edvald Boasson Hagen. Di Luca vann också etapp 10 av tävlingen. Sex etapper senare slutade han trea på etapp 16, en placering som han också tog på etapp 17 och 19. På den sista etappen, etapp 21, låg Danilo Di Luca 20 sekunder bakom ryssen Denis Mensjov. Mensjov kraschade under loppet, men lyckades trots det utöka ledningen med 21 sekunder och ryssen vann Giro d'Italia 2009, 41 sekunder framför Di Luca. Italienaren vann dock poängtävlingen framför Mensjov.
Di Luca och hans Team LPR blev inte inbjudna till Tour de France 2009, men han blev ändå ett samtalsämne under tävlingen när det visade sig att han hade lämnat två prover under årets Giro d'Italia som visade spår av tredje generationens EPO, CERA.
Efter att i augusti 2009 fastnat i en dopningskontroll, där både A- och B-prov befanns positiva, stängdes Di Luca av från allt tävlande i två år och han beslöt sig i och med det att avsluta sin cykelkarriär.
Säsongen 2011 var Di Luca tillbaka på cykeln och tävlade för det ryska stallet Team Katusha, dock utan några större framgångar.
Säsongen 2012 tävlar Di Luca för det italienska stallet Acqua & Sapone.

## Stall
- Riso Scotti 1998
- Cantina Tollo 1999–2001
- Saeco 2002–2004
- Team Liquigas 2005–2007
- LPR Brakes 2008–2009
- Team Katusha 2011
- Acqua & Sapone 2012